# Ernesto di Pardubice
Ernesto di Pardubice (in ceco Arnošt z Pardubic; Hostinka, 25 marzo 1297 – Roudnice nad Labem, 30 giugno 1364) è stato un arcivescovo cattolico ceco, primo arcivescovo di Praga.

## Biografia
Nacque a Hostinka nella famiglia dei Malovec di Pardubice. Dopo aver studiato in patria si recò all'estero studiando presso le università di Bologna e Padova oltre che presso la curia papale di Avignone.
Alla morte del vescovo di Praga Giovanni di Dražice nel gennaio 1343 fu eletto come suo successore e poi, un anno dopo, con l'elevazione di Praga ad arcidiocesi, ne divenne il primo arcivescovo. Si concentrò sulla riforma della Chiesa boema, promulgando nuovi statuti al sinodo provinciale del 1349, che formarono per lungo tempo il codice ecclesiastico della Boemia, e favorì diversi predicatori riformatori tra cui gli zelatori Konrad Waldhauser e Jan Milič; inoltre riorganizzò le parrocchie e regolò i diritti padronali; sostenne che il clero doveva essere sottratto alla giurisdizione secolare, ponendo le basi per l'organizzazione del tribunale concistoriale; introdusse dei registri per l'iscrizione delle nuove fondazioni di opere pie e per il conferimento delle prebende.
Fu principale consigliere di Carlo IV di Lussemburgo, contribuendo anche alla fondazione e allo sviluppo dell'Università Carolina di Praga, di cui fu inoltre cancelliere, nonché della Cattedrale di Praga. Ebbe frequenti rapporti diretti con Cola di Rienzo durante la sua prigionia in Boemia (1350-1352) e godette dell'ammirazione di numerose personalità dell'epoca, tra cui Francesco Petrarca; alla morte di papa Innocenzo VI nel 1362 diversi cardinali lo votarono come suo successore.
Morì nel 1364.

## Successione apostolica
La successione apostolica è:
- Vescovo Jan I di Litomyšl (1344)
- Cardinale Jan Očko z Vlašimi (1352)